# Werner Syring
Werner Syring (* 31. Januar 1917 in Altenburg; † 18. Dezember 1995 ebenda) war ein deutscher Fußballspieler, der im ostdeutschen Fußball von 1949 bis 1951 in der jeweils höchsten Spielklasse aktiv war.

## Sportliche Laufbahn
Als Anfang September 1949 für den Gesamtbereich der Ostzone die Fußball-Liga des Deutschen Sportausschusses als höchste Spielklasse startete, gehörte zu den vierzehn teilnehmenden Mannschaften Thüringens Vizemeister, die SG Altenburg Nord, die sich vier Wochen später in Zentrale Sportgemeinschaft Altenburg umbenannte. In deren Spieleraufgebot stand auch der 32-jährige Werner Syring. In der 24 Spieltage zählenden Saison 1949/50 zählte er nicht zur Stammelf, denn er kam als Abwehrspieler nur in elf Punktspielen zum Einsatz. Er kam aber auch im Relegationsspiel um den Klassenerhalt gegen die punktgleiche ZSG Anker Wismar zum Zuge, das Altenburg mit 3:2 gewann. In der Saison 1950/51 konnten sowohl die ZSG (ab 1. Januar 1951BSG Stahl Altenburg) als auch Werner Syring ihre Bilanz gegenüber der Vorsaison verbessern. In der nun DDR-Oberliga benannten Spielklasse mit 34 Punktspielen kamen die Altenburger auf Rang zwölf ein und Syring steigerte sich auf 25 Einsätze. Erst gegen Ende der Saison musste er, hauptsächlich wieder Verteidiger spielend, mehrfach pausieren. Anschließend beendete Werner Syring seine Laufbahn im Spitzenfußball.